# Trachycladus stylifer
Trachycladus stylifer är en svampdjursart som beskrevs av Arthur Dendy 1924. Trachycladus stylifer ingår i släktet Trachycladus och familjen Trachycladidae.
Artens utbredningsområde är havet kring Nya Zeeland. Inga underarter finns listade i Catalogue of Life.